# فیلم‌شناسی مسعود کیمیایی
مسعود کیمیایی فیلم‌ساز ایرانی است که یکی از چهره‌های موج نوی سینمای ایران به‌شمار می‌رود.

## فیلم‌های سینمایی
مسعود کیمیایی ۳۳ فیلم در کارنامه سینمایی خود دارد که تمامی فیلمهای خود را نویسندگی و کارگردانی کرده است، بجز فیلم معکوس که فقط عنوان تهیه‌کننده را دارد.
| شمارگان | نام فیلم              | فیلمنامه اولیه یا بر اساس داستان                      | سال انتشار |
| ۱       | بیگانه بیا            |                                                       | ۱۳۴۷       |
| ۲       | قیصر                  |                                                       | ۱۳۴۸       |
| ۳       | رضا موتوری            |                                                       | ۱۳۴۹       |
| ۴       | داش آکل               | داستان «داش آکل» از کتاب سه قطره خون نوشته صادق هدایت | ۱۳۵۰       |
| ۵       | بلوچ                  |                                                       | ۱۳۵۱       |
| ۶       | خاک                   | رمان آوسنه بابا سبحان نوشتهٔ محمود دولت‌آبادی           | ۱۳۵۲       |
| ۷       | گوزنها                |                                                       | ۱۳۵۳       |
| ۸       | پسر شرقی (فیلم کوتاه) |                                                       | ۱۳۵۴       |
| ۹       | غزل                   | قصه کوتاه «مزاحم» اثر خورخه لوئیس بورخس               | ۱۳۵۵       |
| ۱۰      | اسب (فیلم کوتاه)      | بر اساس قصه‌ای از هرایر آتشکار                         | ۱۳۵۵       |
| ۱۱      | سفر سنگ               | بر اساس نمایشنامه «سنگ و سرنا» از بهزاد فراهانی       | ۱۳۵۶       |
| ۱۲      | خط قرمز               | بر اساس شب سمور نوشته بهرام بیضایی                    | ۱۳۶۰       |
| ۱۳      | تیغ و ابریشم          |                                                       | ۱۳۶۴       |
| ۱۴      | سرب                   | هاگانا نوشته تیرداد سخایی                             | ۱۳۶۷       |
| ۱۵      | دندان مار             | بر اساس داستانی از احمد طالبی‌نژاد                     | ۱۳۶۸       |
| ۱۶      | گروهبان               | بر اساس طرحی از کامبوزیا پرتوی                        | ۱۳۶۹       |
| ۱۷      | ردپای گرگ             |                                                       | ۱۳۷۱       |
| ۱۸      | تجارت                 |                                                       | ۱۳۷۳       |
| ۱۹      | ضیافت                 |                                                       | ۱۳۷۴       |
| ۲۰      | سلطان                 |                                                       | ۱۳۷۵       |
| ۲۱      | مرسدس                 | نگارش فیلمنامه با همکاری اصغر عبداللهی                | ۱۳۷۶       |
| ۲۲      | فریاد                 |                                                       | ۱۳۷۷       |
| ۲۳      | اعتراض                |                                                       | ۱۳۷۸       |
| ۲۴      | سربازهای جمعه         |                                                       | ۱۳۸۲       |
| ۲۵      | حکم                   |                                                       | ۱۳۸۳       |
| ۲۶      | رئیس                  |                                                       | ۱۳۸۵       |
| ۲۷      | محاکمه در خیابان      |                                                       | ۱۳۸۷       |
| ۲۸      | جرم                   |                                                       | ۱۳۸۹       |
| ۲۹      | متروپل                |                                                       | ۱۳۹۲       |
| ۳۰      | قاتل اهلی             |                                                       | ۱۳۹۵       |
| ۳۱      | معکوس (تهیه‌کننده)     |                                                       | ۱۳۹۷       |
| ۳۲      | خون شد                |                                                       | ۱۳۹۸       |
| ۳۳      | خائن‌کشی               |                                                       | ۱۳۹۹       |

## نمایش خانگی
| سال  | مجموعه  | تعداد قسمت‌ها | توضیحات             |
| ---- | ------- | ------------ | ------------------- |
| ۱۴۰۲ | خائن‌کشی | چهار         | پخش از پلتفرم نماوا |

## مستند
| سال       | عنوان                  | کارگردان                        |
| --------- | ---------------------- | ------------------------------- |
| ۱۳۸۱–۱۳۸۳ | وقتِ خوبِ مصائب          | ناصر صفاریان                    |
| ۱۳۸۲      | قلمرنج                 | حبیب باوی ساجد                  |
| ۱۳۸۲      | هشتصد قدم در لاله زار  | امید شریف موسوی و علیرضا بهرامی |
| ۱۳۸۴      | بن‌بست                  | مصطفی شیری                      |
| ۱۳۸۵      | تدوین                  | بهرام دهقانی                    |
| ۱۳۸۵      | آقای کیمیایی           | امیر قادری                      |
| ۱۳۸۵      | حکم رئیس               | عادل تبریزی                     |
| ۱۳۸۶      | جفت شیش                | روبرت صافاریان و احمد میراحسان  |
| ۱۳۸۶      | جمشید مشایخی           | امیر مهرتاش مهدوی               |
| ۱۳۸۶      | به شرط عشق             | المیرا مقدم                     |
| ۱۳۸۸      | قیصر، چهل سال بعد      | مسعود نجفی                      |
| ۱۳۹۰      | تیتراژ در سینمای ایران | مهرشاد کارخانی                  |
| ۱۳۹۱      | آکادمی کیمیایی         | صالح دلدم                       |
| ۱۳۹۲      | وقت رو به انتها است    | بهنام یوسف‌پور                   |
| ۱۳۹۲      | کمان تیرخورده          | آرش سنجانی                      |
| ۱۳۹۲–۱۳۹۴ | قهرمان آخر             | جواد طوسی                       |